# Шупоси (Красноармейский район)
Шупо́си (чув. Шупуç) — деревня в Красноармейском районе Чувашской Республики.

## География
Находится в северной части Чувашии, на расстоянии приблизительно 8 км на север-северо-запад по прямой от районного центра села Красноармейское.

## История
Известна с 1858 года как околоток деревни Первая Янгильдина (ныне Таныши) с 174 жителями. В 1906 году было учтено 55 дворов, 248 жителей, в 1926 — 66 дворов, 274 жителя, в 1939—320 жителей, в 1979—162. В 2002 году было 40 дворов, в 2010 — 33 домохозяйства. В период коллективизации был образован колхоз «Пирĕн ял», в 2010 году действовало КФХ «Васильева». До 2021 года входила в состав Пикшикского сельского поселения до его упразднения.

## Население
Постоянное население составляло 79 человек (чуваши 96 %) в 2002 году, 70 в 2010.